# Les Portes de la mort
Les Portes de la mort (titre original : The Death Gate Cycle) est un cycle de sept livres sortis entre 1990 et 1994 et coécrits par Margaret Weis et Tracy Hickman.

## Résumé
Il y a bien longtemps, une guerre faisait rage, opposant deux races ennemies : les Sartans et les Patryns. Les Sartans mirent fin à cette guerre en scindant le monde en plusieurs royaumes interconnectés via les portes de la mort. Ils enfermèrent leurs ennemis les Patryns dans l'un de ces mondes, appelé le Labyrinthe, une prison ayant pour but de les remettre dans le droit chemin, mais qui devint peu à peu folle et mortelle avec le temps.
Bien longtemps après, Xar est le premier Patryn à s'échapper du Labyrinthe. Cependant, les Sartans ont disparu. Il charge alors Haplo de visiter les 4 mondes élémentaires afin d'y semer le chaos et d'y retrouver les Sartans, préparant ainsi la conquête de son maître.

## Volumes
1. L'Aile du dragon, Pocket, coll Science-fiction, 1992 ((en) Dragon Wing, 1990)
2. L'Étoile des Elfes, Pocket, coll Science-fiction, 1992 ((en) Elven Star, 1990)
3. La Mer de feu, Pocket, coll Science-fiction, 1993 ((en) Fire Sea, 1991)
4. Le Serpent mage, Pocket, coll Science-fiction, 1993 ((en) Serpent Mage, 1992)
5. La Main du chaos, Pocket, coll Science-fiction, 1995 ((en) The Hand of Chaos, 1993)
6. Voyage au fond du labyrinthe, Pocket, coll Science-fiction, 1995 ((en) Into the Labyrinth, 1993)
7. La Septième Porte, Pocket, coll Science-fiction, 1996 ((en) The Seventh Gate, 1994)

## Principe général de la série
La série voit l'affrontement de deux races issues des humains, Sartans et Patryns, dont les combats ont provoqué la destruction de la Terre, recomposée par les Sartans (ainsi victorieux) en plusieurs mondes, lieux de voyage du héros Patryn, Haplo. Au travers de la rivalité entre les deux espèces qui se considèrent comme des demi-dieux, on voit apparaître la vie de ceux qu'ils étaient censés protéger, les humains, nains et elfes (rassemblés sous le terme mensch). Le combat entre bien et mal, ordre et chaos, n'est pas manichéen - les Patryns comme Sartans ne sont ni tout noirs, ni tout blancs - même si, en coulisses, apparaissent le Bien et le Mal absolu.

### Résumé de l'histoire précédant les romans
On ne sait pas comment cela s'est passé, mais la magie est réapparue sur Terre. Elfes et nains ont refait leur apparition et une mutation de l'Homme entraîna la naissance des Sartans et des Patryns, espèces aptes aux manipulations de la magie à un niveau fondamental, celui des Runes, proche de la mécanique quantique, qui prirent le dessus sur les trois autres espèces. Se livrant bataille sur bataille, ces deux races, Sartans et Patryns, sous des aspects différents, désiraient chacune régner sur les « mensch », terme générique désignant ceux qui ne pouvaient manipuler les Runes. Les Sartans, menés par la peur de l'autre camp, décidèrent de mettre en branle un plan gigantesque en énergie et en moyens : ils scinderaient la terre et la reconstruiraient en 6 mondes différents, coexistant là où la terre existait avant la séparation. Ces six mondes (Air, Eau, Feu, Terre, Nexus et Labyrinthe) seraient reliés par les portes de la mort. Tout cela serait réalisé depuis un lieu appelé la Septième Porte.
Si quelques Sartans s'y opposèrent, la plupart furent d'accord et accordèrent le pouvoir au chef des Sartans qui détruisit la Terre - un acte qui fut nommé la Séparation. Leurs ennemis emprisonnés dans le Labyrinthe menant au Nexus, les menschs survivants emportés dans les quatre mondes, leurs propres peuples dispersés dans ces mêmes quatre mondes, les Sartans les plus puissants s'installèrent sur le monde de l'eau, et au lieu de détruire la 7e porte, ils l'envoyèrent en un autre lieu, oublié de tous.
Alors que leur plan semblait fonctionner, plusieurs évènements survinrent qui rendirent caduques les belles idées sartanes et entrainèrent le monde vers une spirale d'autodestruction.
- Sur le monde du Feu, Pryan, les citadelles, convoyeuses d'énergie pour les autres mondes, ne fonctionnèrent pas. Les titans, créatures censées gérer ces citadelles, furent d'abord utilisées par les Sartans de Pryan pour contrôler les populations humaines, avant que celles-ci soient libérées des citadelles en même temps que les titans; les Sartans ne disposant plus de la puissance magique nécessaire à leur contrôle. Ainsi les autres mondes étaient dépourvus d'énergie, de chaleur, de lumière et même de nourriture.
- Sur le monde de la Terre, Abarrach, manquant d'énergie, l'air devint vicié et les populations mensch moururent - les nains en dernier. Afin d'assurer l'avenir de leur propre peuple, les Sartans d'Abarrach usèrent de tous leurs pouvoirs magiques pour survivre et eurent recours à la magie interdite, la nécromancie ou résurrection partielle des morts, afin d'en faire leurs pantins cadavériques, chargés des tâches subalternes ; ce faisant, et ignorant les lois de l'équilibre, ils provoquèrent la mort de leurs frères et sœurs Sartans des autres mondes ainsi que du leur. Le maintien des morts pompant leur magie, il perdirent progressivement le savoir et la puissance qui leur aurait permis de sauver les Menschs, et eux-mêmes. Un groupe de Sartans, dégénérés et ayant perdu une part importante de sa magie runique, trouva par hasard la Septième porte qu'ils prirent pour un moyen de communication avec un au-delà et des puissances extérieures.
- Sur le monde de l'air, Arianus, la grande machine censée aligner toutes les îles et fournir de l'eau aux continents flottants du monde de l'air, tourna dans le vide sans l'énergie produite par Pryan ni les matières premières d'Abarrach. Les elfes prirent le contrôle de la vie politique des îles flottantes, une fois les Sartans partis. Les nains furent réduits en esclavage et les humains devaient se battre pour le peu d'eau disponible. Pendant ce temps, les Sartans étaient entrés en hibernation en attendant que les choses aillent mieux. Seul l'un d'entre eux, Alfred, se réveilla - les autres, comprit-il plus tard, ayant subi les conséquences de la nécromancie utilisée sur Abarrach.
- Sur le monde de l'Eau, Chelestra, là où se trouvaient le conseil des Sartans, et son chef Samah, il fut vite découvert que l'eau respirable annihilait la magie des Sartans et donc leurs forces, fondées sur les runes, alors qu'elle n'entamait ni les forces ni la magie rudimentaires des menschs. Les Sartans découvrirent aussi l'existence de serpents visqueux et nauséabonds, incarnation du Mal. Leur présence était inexplicable, car les Sartans, lorsqu'ils créèrent les mondes et tous les êtres qu'ils abriteraient, ne les créèrent pas. Afin de se protéger, et dans un moindre besoin, de protéger aussi les menschs, Samah força ceux-ci à quitter le Calice, seul continent de ce monde. Sachant que les serpents en avaient après les seuls Sartans, Samah décida à la fois d'appeler les siens des autres mondes à l'aide, et de tout faire pour que les serpents soient gelés dans leur « lune de mer ». Les nouvelles que Samah reçut des autres mondes le rendirent plus anxieux encore et il décida d'abord de fermer les portes de la mort puis de briser l'équilibre des forces de la planète mer, faisant en sorte que les serpents - et le Calice - soient bloqués dans les glaces alors que les menschs durent se résoudre à une vie nomade au gré des déplacements du soleil de mer. S'enfonçant aussi dans un sommeil magique, les Sartans attendirent que leurs frères puissent venir les aider, quelques décennies plus tard.
- Dans le labyrinthe, plus aucun gardien sartan n'existait et les Patryns et les Sartans rebelles enfermés avec eux durent affronter un monde devenu intelligent, mais foncièrement mauvais, qui les empêchaient de quitter le labyrinthe. Un Sartan, connu sous le nom de Zifnab, puis un Patryn, connu sous le nom de Xar, réussirent à sortir du Labyrinthe on ne sait combien de générations après la Séparation. Si Zifnab fut secouru par les forces du Bien, manifestées par les dragons verts de Pryan, Xar, lui, resta dans le Nexus, d'où il aida d'autres Patryns à quitter Le labyrinthe. Quand Xar eut compris comment fonctionnaient les portes de la mort, il décida qu'il conquerrait les quatre mondes, et pour cela qu'il enverrait Haplo, fidèle parmi les fidèles, dans chacun des mondes, afin de préparer son arrivée triomphale et de savoir ce qu'il était advenu de leurs ennemis, les Sartans.

## Les Mondes

### Arianus, le monde de l'air
Arianus est le monde le plus industriel de tous. Les continents, ou plutôt les îles, y sont flottantes et constituent trois royaumes distincts. Les Sartans y ont élu domicile. Pour une raison inconnue, ils se sont mis à ne plus recevoir de nouvelles des autres mondes élémentaires. Ils sont ainsi rentrés en hibernation, dans l'espoir qu'un jour tout s'améliore. Mais ils ne sortirent jamais de ce sommeil, laissant ainsi les habitants d'Arianus dans le flou le plus total concernant leur histoire.
- Haut-Royaume : Il est habité par les mystériarques, de puissants magiciens qui tentent en vain de conserver tout ce que les Sartans y avaient construit. Le luxe qui y règne n'est qu'illusion, les mystériarques ne disposant pas de la magie runique qui leur permettrait de rendre à nouveau habitable ce lieu à l'atmosphère raréfiée.
- Mi-Royaume : Il abrite les elfes et les humains. Ceux-ci se livrent une lutte sans merci où les humains ont été tenus en esclavage par les elfes. Le transport d'îles en îles se fait via des nefs magiques elfiques et la piraterie par les dragons soumis par la magie humaine. La monnaie locale est le Barl, correspondant à l'eau dont les elfes ont le quasi-monopole. En effet, la coralite, matière composant les îles, est poreuse, ce qui lui permet de se maintenir en l'air mais ne peut retenir l'eau des pluies. Le seul lieu où l'eau est produite en quantité suffisante est le bas royaume, auquel seuls les elfes ont accès, les dragons refusant d'affronter le maelström qui s'étend sous le mi-royaume.
- Bas-Royaume : Il est séparé du Mi-Royaume par le maelström, tempête perpétuelle et infranchissable. Les nains, ici appelés « Guègues », entretiennent une formidable machine : la Bougonne-Batte. Malheureusement, ils n'en connaissent ni l'histoire, ni l'utilité. Ils remplissent donc docilement leur office, versant régulièrement une taxe en eau aux elfes. En effet, ceux-ci se font passer pour des dieux. Les nains ne connaissent pas l'existence des deux autres royaumes et vouent un culte aux « Créchis-Créchas », divinités qui sont censés les emmener dans le monde supérieur le jour du jugement.

### Pryan, le monde du feu
Pryan est un globe de terre au centre duquel orbitent quatre soleils. La végétation de cette planète est une jungle luxuriante et étouffante. Sur Pryan, les soleils ne se couchent jamais et les étoiles brillent au milieu du jour. Ces « étoiles » sont en réalité les Citadelles. Ce monde était chargé de collecter, via ces citadelles, l’énergie des quatre soleils pour la redistribuer aux trois autres mondes à travers les Rifts. Les Sartans vivaient alors dans ces bastions avec les Menschs jusqu’au jour où ceux-ci se mirent à se quereller. Les Sartans commencèrent à mourir pour une raison mystérieuse et les Menschs furent jetés en dehors des citadelles. Les Titans (géants aveugles avec un trou à la place du visage et pouvant communiquer par télépathie) étaient chargés de contrôler les systèmes de récolte d’énergie. Leur grande puissance fut utilisée un temps pour contrôler les Menschs. Par la suite, les Sartans ne purent plus les contrôler. C’est ainsi que comme les Menschs, les Titans furent bannis des citadelles.

### Abarrach, le monde de la terre
Abbarach est un globe de pierre au cœur en fusion duquel partent, à la manière d'une circulation sanguine ouverte, des artères de lave qui irriguent la totalité de ce monde et permettent à la gangue de glace de fondre lentement, libérant une eau presque potable. Car voilà le malheur de ce monde qui était des quatre le plus dépendant. Sans l'eau douce de Chelestra, sans la lumière, l'air, la nourriture et la chaleur de Pryan, ce monde était voué à mourir doucement, asphyxié par les émanations de la lave, puis brisé par le froid et l'obscurité. En effet, l'énergie ne venant plus de Pryan, La Mer de Lave, au centre du monde, se rétracte de plus en plus, tandis qu'inexplicablement, dans les étages supérieurs, les colosses qui apportaient chaleur et lumière, filtraient l'eau et l'atmosphère, deviennent froids et sombres.
Dans ce monde rude, les plus faibles des menschs moururent presque immédiatement. Seuls les nains survécurent, mais même eux, assistés de la magie des Sartans, ne pouvaient vivre sur ce monde. Ces disparitions peinèrent les premiers Sartans, mais bien vite ils oublièrent, leurs forces pompées par la simple énergie nécessaire à leur magie pour assurer leur propre survie. Jusqu'au jour où ils (re)découvrirent l'Art interdit : la Nécromancie.

### Chelestra, le monde de l'eau
Le monde de Chelestra est une immense goutte d'eau entourée d'une gangue de glace, dérivant dans le vide glacé. Sur Chelestra, les humains, les elfes et les nains coexistent en paix. Ils vivent sur des organismes géants entourés d'une bulle d'air qu'ils appellent « lunes de mer », n'ayant pas conscience qu'il s'agit d'êtres vivants. Le soleil de mer, qui leur apporte lumière et chaleur et permet de dégeler la Merbonne, est en perpétuelle dérive, faute de l'énergie de Pryan. Ceci oblige les Menschs à migrer parfois vers d'autres Lunes de Mer, sous peine de finir congelés dans les maisons de leurs ancêtres.
Ils vivaient auparavant dans le Calice, seul point fixe et rocheux de Chelestra, où les Sartans les avaient amenés avant de les disperser dans la mer à la suite des attaques des Reptiles.

### Le Labyrinthe
Le Labyrinthe est une prison inventée par les Sartans. Leur volonté était d'« éduquer » les Patryns afin de les remettre dans le droit chemin. Deux hypothèses s'opposent quant à l'évolution du Labyrinthe : 
Certains Patryns, tels Haplo ou Marit, pensent que le Labyrinthe a évolué en une prison mortelle et s'est doté d'une volonté indépendante car nourri par la haine que les Patryns ont entretenue envers les Sartans. Le Labyrinthe serait ainsi devenu de plus en plus violent et sadique. Devenu intelligent et maléfique, il envoie à ses prisonniers les monstres les plus perfides et puissants afin de les empêcher de quitter le labyrinthe. Les Patryns y vivent dans une peur constante, apprennent à ne jamais s'attacher à quiconque. Seuls les Patryns dits « nomades » ont de réelles chances de survivre au Labyrinthe. Les villages de Patryns attirent les monstres du labyrinthe qui attaquent alors en masse. Les Patryns n'élèvent jamais eux-mêmes leurs enfants, ou presque. Ils les laissent dans les villages pour qu'ils s'y grandissent et s'y entrainent pour ensuite reprendre la route.
Au changement du labyrinthe, Xar propose une autre hypothèse : la création du labyrinthe aurait été, selon Xar, motivée par une haine enfouie dans le cœur des Sartans. Cette haine modela en partie la magie du labyrinthe qui, après la disparition des Sartans, devint une entité maléfique qui décima des générations de Patryns.

### Le Nexus
Le Nexus est un monde en lui-même, et une plaque tournante pour accéder aux différentes portes. C'est un monde superbe, fertile et paisible, que les Patryns devaient atteindre une fois sortis du labyrinthe et qui devait être leur purgatoire ainsi que leur récompense pour s'être amendés. Cependant, du fait du changement du labyrinthe, les Patryns atteignirent ce monde pleins de haine pour les Sartans et avides de reprendre la guerre.

## Les Races

### Les Humains
Tendant naturellement vers le monde physique, la magie des Hommes est orientée vers la maîtrise des « Éléments ».

### Les Elfes
Tendant naturellement vers le monde spirituel, la magie des elfes vise à renforcer les caractéristiques physiques des objets.
Grands et minces, les Elfes disposent d'une espérance de vie très supérieure à celle des Hommes.

### Les Nains
Petits et robustes, les Nains méprisent la magie et n'en usent sous aucune de ses formes. Ils sont appelés Guègues sur Arianus et Gargans sur Chelestra.

### Les Sartans
Les Sartans sont un peuple issu des humains premiers, ceux de la terre à partir de laquelle furent créés les autres mondes. Leur magie runique se base sur la modification de l'Onde des Possibilités afin d'altérer tout l'environnement existant pour arriver à la possibilité voulue. D'un point de vue des Patryns, cela reviendrait à changer les lois de la génétique afin d'améliorer son petit déjeuner. L'incantation des runes a un caractère presque religieux pour eux, qui chantent et dansent ces dernières afin de les conjurer. Se targuant d'être le peuple du Bien, ils sont aveuglés par leurs préjugés et aiment vivre en société. L'entité qui les gouverne est un Conseil composé de sept Sartans, choisis comme étant les plus sages. Lorsque se déroule le cycle des Portes de la mort, Samah est le chef du conseil, accompagné de sa femme Orlah. Durant la Séparation, les Sartans possédaient une hiérarchie parmi leurs magiciens, les grades ayant des noms d'animaux : Lynx, Coyote, Cerf et Serpent, le plus puissant.

### Les Patryns
Les Patryns sont un peuple lui aussi issu des humains, mais opposé aux Sartans. Avant la Séparation, c'était un peuple solitaire et misanthrope, se fondant parmi les menschs afin de les gouverner dans l'ombre. Ainsi, les Patryns n'étaient jamais roi, mais plutôt premier ministre, conseiller ou tout autre poste d'influence sur le gouvernement. Utilisant eux aussi la magie runique, ils ont une approche plus technique et moins poétique de cette magie. Ils partent d'un objet pour modifier la possibilité de son existence et ainsi arriver au résultat prévu. La magie Patryn possède trois grands principes : ils doivent avant tout nommer totalement un objet (l'objet présentant la cible du sort et non pas obligatoirement un corps inanimé) afin de pouvoir modifier l'essence même de son être. Les autres principes indiquent que l'Onde qu'ils modifient par magie a tendance à se corriger d'elle-même, et qu'il y a une limite à la complexité de leur sort dû à l'essence même des runes qui font qu'au-delà, le sort aura un résultat plus ou moins incertain. Cette limite s'appelle la Barrière d'Incertitude. Le corps des Patryns est recouvert de runes, destinées à les protéger, les prévenir du danger, et les fortifier physiquement. La rune-cœur et la rune-nom font partie des plus importantes, surtout la rune-cœur qui est la source de leur être. Leur magie se base sur le cercle, elle est à son apogée lorsque deux Patryns se tiennent les mains, la gauche dans la droite et la droite dans la gauche.

#### Haplo
Haplo est le héros du cycle Les Portes de la mort.
C'est un Patryn qui a voué sa vie à l'accomplissement de son maître, le seigneur Xar. Il est toujours accompagné du Chien, un chien fort intelligent mais dépourvu de nom, qui a sauvé Haplo alors qu'il allait renoncer à la vie, au seuil de la Dernière Porte du Labyrinthe. Au fur et à mesure des sept romans composant ce cycle, Haplo parcourt de nouveaux mondes et évolue au fil de ses rencontres et découvertes. 

### L'Onde
La magie runique des Sartans et des Patryns diverge. Cependant, elle fonctionne sur le même principe de base : l'Onde de Possibilités. Cette onde fut créée par l'Un en même temps que l'univers. En fait, l'Un ne voulut pas la créer, mais se rendit compte de son existence après qu'il eut fait l'univers. Cette onde se corrige constamment, et décide des possibilités à mettre en œuvre dans l'univers. À l'échelle des humains, il existe quelques personnes qui sont capables de modeler cette Onde afin de modifier les possibilités qui en émanent.
Les menschs (Hommes, Nains et Elfes) ne disposent pas de la magie runique mais peuvent altérer, quoique faiblement, l'Onde de manière à modifier leur environnement. Ainsi, les Elfes et leur magie mécanique peuvent agir sur les caractéristiques des objets. Les Hommes, eux, peuvent agir sur leur environnement, créer du feu, de la glace, ou une illusion de l'esprit.
Les Sartans et les Patryns, eux, modifient l'Onde de possibilités d'une manière bien plus significative. La modification de l'Onde va jusqu'à la création même de possibilités. Ils peuvent ainsi agir directement sur la nature d'un individu ou d'un objet. La création par les Sartans des différents mondes prouve cette puissance. Bien qu'ayant été aidés dans leur tache par la Septième Porte, ils créèrent toutefois des mondes entiers, disposant d'un écosystème.

### Les Dragons de Pryan
« Forces du Bien », incarnées lors de la séparation. Ils se nourrissent de l'espoir et probablement des autres sentiments « positifs ».
L'un de ces Dragons accompagne constamment le très mystérieux Zifnab, Sartan aux facettes troubles. Aidant ce dernier à accomplir on ne sait exactement quelle tache, il est toutefois d'une puissance égale à Sang-Drax, le chef des Serpents Dragons de Chelestra.

### Les Serpents de Chelestra
« Forces du Mal », incarnées lors de la séparation. Ils se nourrissent de la haine, la peur et la colère des êtres vivants. Ils cherchent à répandre dans les mondes le chaos dont ils se nourrissent et essaient de sceller la Septième Porte.
Leur origine est inconnue, bien qu'on sache qu'ils ont en premier lieu sévi sur Chelestra, leur création reste un mystère. En effet, les Sartans eux-mêmes ignorent d'où viennent ces montres, et lorsqu'ils leur demandèrent, les Serpents répondirent « Vous, Sartans. » À Haplo, qui posera bien plus tard la même question aux Serpents, ils répondront : « Vous, Patryns. »
Leur dessein est simple : semer le chaos partout où il est possible. Immortels au sens propre du terme (ils ne peuvent être détruits ni mourir) ils existeront tant que la colère, la haine ou la peur existeront. Cependant, leur puissance varie en fonction de l'époque. Ainsi, une époque de paix et de prospérité affaiblira considérablement les Serpents. À l'inverse, une époque troublée comme celle vécue dans le cycle des Portes de la mort leur est très propice. Leur puissance dépasse alors de loin celle des Sartans et des Patryns.

## Accueil
Les troisième et septième volumes, La Mer de feu et La Septième Porte, sont entrés sur la New York Times Best Seller list, respectivement à la 15e et à la 14e place.
Le site Elbakin.net donne à la série la note générale de 7,5/10, affirmant qu'il « s’agit d’un cycle foisonnant de trouvailles, qui ne se laisse pas aller à certaines facilités que l’on a tendance à retrouver dans bien des œuvres. Les figures convenues du genre sont pour la plupart du temps évitées » mais qu'on peut « reprocher aux deux premiers romans, et plus particulièrement à leur début respectif d’être plutôt long ».